# X Ambassadors
X Ambassadors (ook wel XA) is een Amerikaanse alternatieve rockband uit Ithaca in de staat New York. De band scoorde hits met Unconsolable, Jungle en Renegades. Hun debuutalbum VHS werd uitgegeven op 30 juni 2015.

## Leden
X Ambassadors bestaat uit vier bandleden:
Sam Harris (vocalen, gitaar, saxofoon), Casey Harris (keyboard), Noah Feldshuh (gitaar) en Adam Levin (drums).
Sam Harris en Casey Harris zijn broers, en zijn al sinds jaar en dag bevriend met Feldshuh. Harris ontmoette Levin op The New School in New York in 2010.
Casey Harris is al heel zijn leven blind.

## Discografie

### Albums
| Album met hitnotering(en) in de Vlaamse Ultratop 200 albums | Datum van verschijnen | Datum van binnenkomst | Hoogste positie | Aantal weken | Opmerkingen |
| ----------------------------------------------------------- | --------------------- | --------------------- | --------------- | ------------ | ----------- |
| VHS                                                         | 2015                  | 06-02-2016            | 181             | 1            |             |

### Singles
| Single met eventuele hitnotering(en) in de Nederlandse Top 40 | Datum van verschijnen | Datum van binnenkomst | Hoogste positie | Aantal weken | Opmerkingen                                                                                      |
| ------------------------------------------------------------- | --------------------- | --------------------- | --------------- | ------------ | ------------------------------------------------------------------------------------------------ |
| Jungle                                                        | 2014                  | -                     |                 |              | Nr. 85 in de Single Top 100                                                                      |
| Renegades                                                     | 17-03-2015            | 26-12-2015            | 17              | 13           | Nr. 32 in de Single Top 100 / Alarmschijf                                                        |
| Sucker for Pain                                               | 24-06-2016            | 10-09-2016            | 29              | 3            | met Lil Wayne, Wiz Khalifa, Imagine Dragons, Logic & Ty Dolla Sign / Nr. 30 in de Single Top 100 |
| Home                                                          | 17-11-2017            | 09-12-2017            | tip10           | -            | met Machine Gun Kelly & Bebe Rexha / Nr. 93 in de Single Top 100                                 |
| Bad Husband                                                   | 2017                  | -                     |                 |              | met Eminem / Nr. 81 in de Single Top 100                                                         |
| Undenaible                                                    | 29-10-2021            | 05-11-2021            | 39              | 4            | met Kygo                                                                                         |

| Single met hitnotering(en) in de Vlaamse Ultratop 50 | Datum van verschijnen | Datum van binnenkomst | Hoogste positie | Aantal weken | Opmerkingen                                                        |
| ---------------------------------------------------- | --------------------- | --------------------- | --------------- | ------------ | ------------------------------------------------------------------ |
| Renegades                                            | 17-03-2015            | 31-10-2015            | 6               | 21           |                                                                    |
| Sucker for Pain                                      | 17-09-2016            | 27-08-2016            | 35              | 6            | met Lil Wayne, Wiz Khalifa, Imagine Dragons, Logic & Ty Dolla Sign |
| Not Easy                                             | 21-10-2016            | 10-12-2016            | 37              | 6            | met Alex da Kid, Elle King & Wiz Khalifa                           |
| Home                                                 | 17-11-2017            | 13-01-2018            | 41              | 1            | met Machine Gun Kelly & Bebe Rexha                                 |
| Belong                                               | 06-03-2020            | 14-03-2020            | tip             | -            |                                                                    |